# Elgeyo-Marakwet
Elgeyo-Marakwet – hrabstwo w zachodniej Kenii. Jego stolicą i największym miastem jest Iten. Liczy 454,5 tys. mieszkańców. Miejscowi ludzie w większości pochodzą z grupy etnicznej Kalendżin. Nazwa hrabstwa wzięła się od zamieszkującej ludności Elgeyo i Marakwet będących częścią grupy ludów Kalendżin. 
Elgeyo-Marakwet graniczy z hrabstwami: West Pokot na północy, Baringo na wschodzie i południu, Uasin Gishu na południowym zachodzie i zachodzie, oraz z Trans Nzoia na północnym zachodzie.
Do głównych atrakcji turystycznych w hrabstwie należą: Rezerwat Narodowy Kerio Valley, turystyka sportowa, Wzgórza Cherang'any, rzeka Kerio, Rezerwat Narodowy Rimoi i wodospady Torok. 

## Religia
Struktura religijna w 2019 roku wg Spisu Powszechnego:
- katolicyzm – 51,1%
- protestantyzm – 42,2%
- niezależne kościoły afrykańskie – 2,7%
- pozostali chrześcijanie – 1,7%
- brak religii – 1,15%
- islam – 0,25%
- pozostali – 0,9%.

## Podział administracyjny
Hrabstwo Elgeyo-Marakwet składa się z czterech okręgów:
- Marakwet East,
- Marakwet West,
- Keiyo East,
- Keiyo South.